# اودوار
اودوار (به مجاری: Udvar) یک شهرداری در مجارستان است که در ناحیه موهاچ واقع شده‌است. اودوار ۴٫۴ کیلومتر مربع مساحت و ۱۷۹ نفر جمعیت دارد.